# Jose Locsin

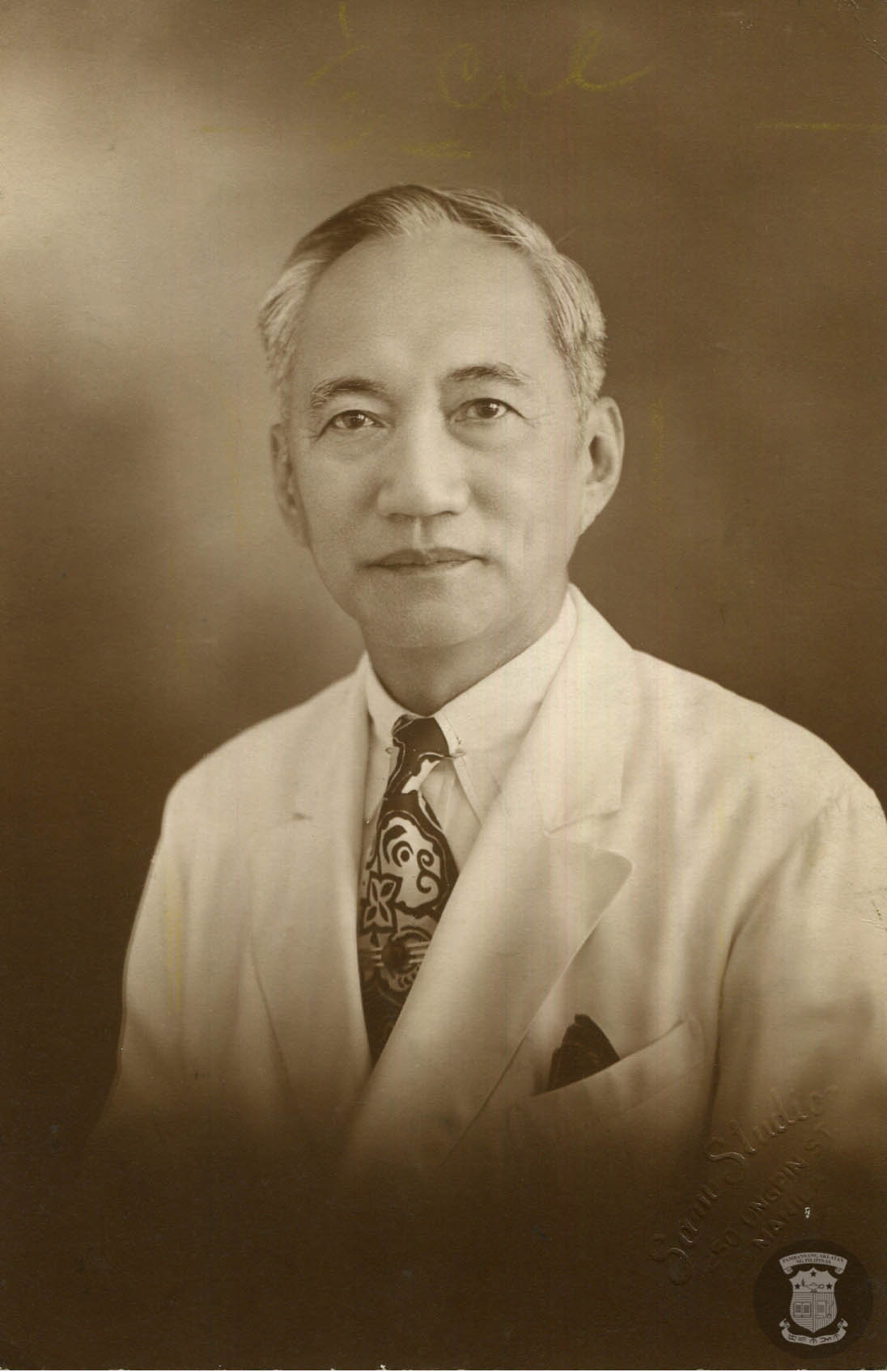
Jose Locsin

Jose C. Locsin (Silay, 27 augustus 1891 - 1 mei 1977) was een Filipijns medicus, suikerplantagehouder en politicus. Locsin was minister van gezondheid in het kabinet van Sergio Osmeña, gouverneur van de provincie Negros Occidental, lid van het Filipijns Huis van Afgevaardigden en lid van de Filipijnse Senaat.

## Biografie
Jose Locsin werd geboren op 27 augustus 1891 in Silay in de Filipijnse provincie Negros Occidental. Zijn ouders waren Domingo Locsin en Enriqueta Cortez. Na het voltooien van zijn Bachelor of Arts-opleiding aan de Liceo de Manila in 1907 studeerde hij medicijnen aan University of Santo Tomas. In 1912 behaalde Locsin aan deze onderwijsinstelling doctoraal medicijnen behaalde. Na zijn afstuderen begon hij met succes een dokterspraktijk in Silay. Locsin was oprichter van het Maternity and Children’s Hospital, het latere Silay General Hospital. Ook was hij initiatiefnemer van het Rest and Resettlement Center for Tuberculosis in Patag, een barangay in de bergen van Silay en richtte hij het Negros Occidental Provincial Hospital op. Naast zijn medische activiteiten had hij tevens een suikerplantage. 
Zijn politieke carrière begon in 1918 toen Locsin werd gekozen in de gemeenteraad van Silay. Nadat hij eenmaal was herkozen was hij aansluitend van 1922 tot 1925 lid van de provinciale raad van Negros Occidental, waarna hij in 1925 werd gekozen als gouverneur van deze provincie. In 1928 werd hij namens het 1e kiesdistrict van Negros Occidental voor een termijn van drie jaar gekozen in het Filipijns Huis van Afgevaardigden. In 1934 werd Locsin namens het 1e district van Negros Occidental gekozen als afgevaardigde voor de Constitutionele Conventie. Na de Tweede Wereldoorlog was Locsin korte tijd minister van Gezondheid in het kabinet van Sergio Osmeña. Later werd hij bij de verkiezingen van 1951 namens de Nacionalista Party gekozen in de Senaat van de Filipijnen. In de Senaat was hij voorzitter van de Committee for Acount and Health.
Van 1958 tot 1961 was Locsin voorzitter van het National Economic Council (NEC), het tegenwoordige National Economic and Development Authority (NEDA). In deze periode was hij verantwoordelijk voor het schrijven van de wet die beter bekend werd als het Filipino First Policy.
Jose Locsin overleed in 1977 op 85-jarige leeftijd. Hij was getrouwd met Salvacion Montelibano en kreeg met haar 17 kinderen